# Dūseikiai (stacja kolejowa)
Dūseikiai (ros. Дусейкяй) – stacja kolejowa w miejscowości Dūseikiai, w rejonie telszańskim, w okręgu telszańskim, na Litwie. Położona jest na linii Szawle – Kretynga.